# Wieża radiowa w Feliksówce
Radiowy Ośrodek Nadawczy w Feliksówce – wieża radiowa we wsi Feliksówka (niedaleko Zamościa). Stalowa budowla została zbudowana w celu pokrycia sygnałem radiowym Zamojszczyzny i okolic. Jest to obiekt o średnio małych mocach nadawczych. Obejmuje swoim zasięgiem południowo-wschodnią część województwa lubelskiego. Znajduje się tu także aparatura nadawcza telefonii komórkowej. 
Obiekt należy do firmy telekomunikacyjnej EmiTel

## Transmitowane programy
| Radio                       | Radio         | Radio         | Radio       | Radio        |
| Program                     | Częstotliwość | Moc nadajnika | Polaryzacja | Kierunkowość |
| --------------------------- | ------------- | ------------- | ----------- | ------------ |
| Program IV Polskie Radio 24 | 95,3 MHz      | 1 kW          | pionowa     | dookólna     |
| Radio Eska Zamość           | 97,3 MHz      | 1 kW          | pionowa     | kierunkowa   |
| Radio Złote Przeboje Zamość | 99,3 MHz      | 0,6 kW        | pionowa     | kierunkowa   |
| Radio Zet                   | 100,7 MHz     | 2 kW          | pionowa     | dookólna     |
| Polskie Radio Program I     | 105,7 MHz     | 10 kW         | pionowa     | dookólna     |